# Chelcie Ross
Chelcie Claude Ross (Oklahoma City, 20 giugno 1942) è un attore statunitense.

## Biografia
Soldato durante la guerra del Vietnam, ha due fratelli più grandi.

## Filmografia

### Cinema
- On the Right Track, regia di Lee Philips (1981)
- One More Saturday Night, regia di Dennis Klein (1986)
- Colpo vincente (Hoosiers), regia di David Anspaugh (1986)
- The Untouchables - Gli intoccabili (The Untouchables), regia di Brian De Palma (1987)
- Nico (Above the Law), regia di Andrew Davis (1988)
- Major League - La squadra più scassata della lega (Major League), regia di David S. Ward (1989)
- Uccidete la colomba bianca (The Package), regia di Andrew Davis (1989)
- La lunga strada verso casa (The Long Walk Home), regia di Richard Pearce (1990)
- Un mitico viaggio (Bill & Ted's Bogus Journey), regia di Peter Hewitt (1991)
- L'ultimo boy scout (The Last Boy Scout), regia di Tony Scott (1991)
- Basic Instinct, regia di Paul Verhoeven (1992)
- Amos & Andrew, regia di E. Max Frye (1993)
- Rudy - Il successo di un sogno (Rudy), regia di David Anspaugh (1993)
- Richie Rich - Il più ricco del mondo (Richie Rich), regia di Donald Petrie (1994)
- Reazione a catena (Chain Reaction), regia di Andrew Davis (1996)
- Il matrimonio del mio migliore amico (My Best Friend's Wedding), regia di P.J. Hogan (1997) (non accreditato)
- I colori della vittoria (Primary Colors), regia di Mike Nichols (1998)
- Soldi sporchi (A Simple Plan), regia di Sam Raimi (1998)
- The Gift, regia di Sam Raimi (2000)
- Novocaine, regia di David Atkins (2001)
- The Majestic, regia di Frank Darabont (2001)
- Amici di... letti (Waking Up in Reno), regia di Jordan Brady (2002)
- Uncle Nino, regia di Robert Shallcross (2003) (non accreditato)
- Madison - La freccia dell'acqua (Madison), regia di William Bindley (2005)
- The Express, regia di Gary Fleder (2008)
- The Horsemen (Horsemen), regia di Jonas Åkerlund (2008)
- Drag Me to Hell, regia di Sam Raimi (2009)
- Il dilemma (The Dilemma), regia di Ron Howard (2011)
- A qualsiasi prezzo (At Any Price), regia di Ramin Bahrani (2012)
- Di nuovo in gioco (Trouble with the Curve), regia di Robert Lorenz (2012)
- New Money, regia di Jason B. Kohl (2017)
- La ballata di Buster Scruggs (The Ballad of Buster Scruggs), regia di Joel ed Ethan Coen (2018)

### Televisione
- Diritto d'offesa (Skokie), regia di Herbert Wise – film TV (1981)
- I racconti della cripta (Tales from the Crypt) – serie TV, episodio 2x09 (1990)
- Omicidio all'alba (Rainbow Drive), regia di Bobby Roth – film TV (1990)
- La legge di Bird (Gabriel's Fire) – serie TV, episodi 1x01-1x02-1x03 (1990)
- Dallas – serie TV, episodi 14x01-14x02-14x03 (1990)
- E giustizia per tutti (Equal Justice) – serie TV, episodio 2x13 (1991)
- Persone scomparse (Missing Persons) – serie TV, episodio 1x04 (1993)
- Christy – serie TV, 8 episodi (1994-1995)
- Chicago Hope – serie TV, episodio 3x14 (1997)
- Ultime dal cielo (Early Edition) – serie TV, episodio 1x22 (1997)
- Giudice Amy (Judging Amy) – serie TV, episodio 1x05 (1999)
- King of the Hill – serie TV animata, episodi 4x08-5x17 (1999-2001) – voce
- Ancora una volta (Once and Again) – serie TV, episodio 2x05 (2000)
- Tutti amano Raymond (Everybody Loves Raymond) – serie TV, episodio 7x24 (2003)
- Cold Case - Delitti irrisolti (Cold Case) – serie TV, episodio 1x07 (2003)
- JAG - Avvocati in divisa (JAG) – serie TV, episodio 9x12 (2004)
- Prison Break – serie TV, episodio 1x01 (2005)
- My Name Is Earl – serie TV, episodi 2x22-2x23 (2007)
- The Beast – serie TV, episodio 1x04 (2009)
- Mad Men – serie TV, 6 episodi (2009)
- Grey's Anatomy – serie TV, episodi 6x16, 14x03 (2010, 2017)
- CSI: Miami – serie TV, episodio 9x16 (2011)
- The Chicago Code – serie TV, episodio 1x13 (2011)
- Boss – serie TV, episodi 2x06-2x07 (2012)
- The Mob Doctor – serie TV, episodio 1x08 (2012)
- Scandal – serie TV, episodio 2x07 (2012)
- NCIS - Unità anticrimine (NCIS) – serie TV, episodio 11x19 (2014)
- Chicago P.D. – serie TV, episodi 1x11-3x11-4x03 (2014-2016)
- Elementary – serie TV, episodio 6x09 (2018)
- Super Pumped – serie TV, 4 episodi (2022)

## Doppiatori italiani
Nelle versioni in italiano delle opere in cui ha recitato, Chelcie Ross è stato doppiato da:
- Dario Penne in Cold Case - Delitti irrisolti, The Mob Doctor, Grey's Anatomy (ep. 14x13)
- Oliviero Dinelli in Prison Break, The Express, Chicago P.D.
- Sandro Iovino ne L'ultimo boy scout, CSI: Miami
- Gino La Monica in Basic Instinct (ridoppiaggio), Il dilemma
- Guido Sagliocca in NCIS - Unità anticrimine, Billions (ep. 5x10, 5x11)
- Ennio Coltorti in Major League - La squadra più scassata della lega
- Renzo Stacchi in Un mitico viaggio
- Luciano Melani in Basic Instinct
- Roberto Draghetti in Amos & Andrew
- Rodolfo Bianchi in Richie Rich - Il più ricco del mondo
- Saverio Indrio ne I colori della vittoria
- Carlo Sabatini in Soldi sporchi
- Cesare Barbetti in The Gift
- Luciano Roffi in The Horsemen
- Ambrogio Colombo in Drag Me to Hell
- Giovanni Petrucci in Di nuovo in gioco
- Gerolamo Alchieri in Mad Men
- Pietro Biondi in Grey's Anatomy (ep. 6x16)
- Domenico Brioschi in Scandal
- Ugo Maria Morosi in Billions (ep. 4x07)
- Franco Zucca in Billions (ep. 5x03, 5x06)
- Bruno Alessandro ne La ballata di Buster Scruggs
- Mario Scarabelli in Super Pumped